# پلی‌بوی کارتی
جردن ترل کارتر (انگلیسی: Jordan Terrell Carter؛ زادهٔ ۱۳ سپتامبر ۱۹۹۵ یا ۱۹۹۶) که با نام حرفه‌ای پلی‌بوی کارتی شناخته می‌شود، رپر آمریکایی است. او نخستین بار در سال ۲۰۱۴ با لیبل موسیقی زیرزمینی آوفول رکوردز قرار داد بست و دو سال بعد با لیبل ای‌دبیلوجی‌ای، در یک سرمایه‌گذاری مشترک با اینترسکوپ رکوردز قرارداد بست. کارتر در سال ۲۰۱۷ پس از انتشار میکس‌تیپی که به جایگاه ۱۲ جدول فروش بیلبورد ۲۰۰ آمریکا رسید، نگاه‌ها را به خود جلب کرد.
نخستین آلبوم استودیویی کارتر Die Lit بود که در سال ۲۰۱۸ منتشر شد و موفقیت تجاری بیشتری را کسب کرد و به جایگاه سوم بیلبورد ۲۰۰ رسید. پس از وقفه‌ای دو ساله، دومین آلبوم استودیویی‌اش Whole Lotta Red در صدر این جدول قرار گرفت و با نقدهای مثبت روبه‌رو شد. Whole Lotta Red به‌عنوان یکی از بهترین آلبوم‌های آن سال از سوی رولینگ استون و واشینگتن پست انتخاب شد و رولینگ استون نام آن را در فهرست «۲۰۰ آلبوم بزرگ هیپ هاپ در تمامی دوره‌ها» قرار داد.

## اوایل زندگی
جردن ترل کارتر در ۱۳ سپتامبر ۱۹۹۵ یا ۱۹۹۶ در آتلانتا به دنیا آمد. او در حومه‌شهری نزدیک به نام ریوردیل بزرگ شد. در مصاحبه‌ای با کمپلکس در سال ۲۰۱۶، گفت: «مامانم نمی‌تونست بهم چیزی بگه. هیچ‌کس نمی‌تونست بهم چیزی بگه. قصد رفتن به دانشگاه یا ارتش رو نداشتم… اما همه چیز هزینه داره و من همیشه باید پول به دست می‌آوردم.» او یک برادر بزرگتر دارد و در دبیرستان نورث اسپرینگ در سندی اسپرینگ، جورجیا تحصیل کرد.
پیش از ورود به موسیقی رپ، کارتر آرزو داشت ستاره ان‌بی‌ای شود. در مصاحبه‌ای با د فیدر گفت: «من بچه بودم و به تمرین نمی‌رفتم. اون زمان بیشتر به مدرسه نمی‌رفتم، فقط بسکتبال بازی می‌کردم و اصلاً سراغ رپ نمی‌رفتم. قبل از تمرین سیگار می‌کشیدم، می‌رفتم توی زمین و ۳۰ امتیاز می‌گرفتم.» او پس از اختلاف با مربی‌اش، بسکتبال را کنار گذاشت و زمان خود را به موسیقی اختصاص داد و اغلب کلاس‌ها را برای کار روی ترانه‌ها یا کارش در اچ اند ام ترک می‌کرد.
کارتر از سنین پایین سبک مد منحصر به فردی داشت و خرید از فروشگاه خیریه را ترجیح می‌داد. او به وگ گفت که به دلیل انتخاب‌های خود در مد، مثل پوشیدن شلوارهای جین رنگی و تنگ، مورد تمسخر قرار می‌گرفت.

## زندگی شخصی
کارتر یک دختر دارد. او همچنین به آسم مبتلاست. تا سال ۲۰۱۹ گزارش شد که کارتر از لس‌آنجلس نقل مکان کرد و در منطقه آتلانتا زندگی می‌کند و همان‌جا مشغول به کار است.
در سال ۲۰۱۷، او به‌طور کوتاه‌مدت با مدل آمریکایی بلاک چاینا رابطه داشت. در سال ۲۰۱۸، کارتر وارد رابطه‌ای عاشقانه با روبی رز شد؛ روبی رز مدل و رپری است که پس از ظاهر شدن در موزیک ویدئوی «Bad and Boujee» گروه میگوس شناخته شد. گفته شده کارتر زمانی که روبی رز تلفن‌های او را مخفی کرده بود، پیش از سوار شدن به پرواز، یک گلوله به هوا شلیک کرد. او ادعا می‌کند که هدفش شلیک به رز نبوده و قصد آسیب رساندن به او را نداشته است. پس از اینکه ادعا شد کارتر به رز خیانت کرده است، آن‌ها از هم جدا شدند.
اواخر سال ۲۰۱۸، کارتر رابطه‌ای با رپر استرالیایی ایگی آزیلیا آغاز کرد؛ کارتر او را در زمانی که در تور خارج از کشور بود ملاقات کرد. در دسامبر ۲۰۱۸، آن‌ها به محله باک‌هِد آتلانتا نقل مکان کردند. این رابطه در دسامبر ۲۰۱۹ به پایان رسید. در سال ۲۰۲۰، آزالیا دومین فرزند و اولین پسر کارتر را به دنیا آورد. آزالیا در همان سال کارتر را به عدم حضور در هنگام تولد پسرشان و خیانت متهم کرد. تا سال ۲۰۲۰، کارتر هنوز گواهی تولد پسرش را امضا نکرده بود.

## مسائل قانونی
کارتر در سال ۲۰۱۷ به اتهام خشونت خانگی دستگیر شد.
او در فوریه ۲۰۱۸ در جریان برگزاری تور کنسرتی در گرتنا به یک راننده مشت زد و پس از محاکمه، به پرداخت ۸۰۰ پوند جریمه محکوم شد.
کارتر در آوریل ۲۰۲۰ به دلیل تخلفات مرتبط با اسلحه و مواد مخدر در شهرستان کلیتون، جورجیا، دستگیر شد. پلیس پس از متوقف‌سازی خودروی لامبورگینی او به دلیل پلاک منقضی، ۱۲ کیسه ماریجوانا، سه اسلحه، زاناکس، کدئین و اکسی‌کودون پیدا کرد. او و فرد دیگری به نام جیلون تاکر بازداشت شدند و صبح روز بعد کارتر با قید وثیقه آزاد شد.
کارتر در سپتامبر ۲۰۲۲ به دلیل بی‌مبالاتی در رانندگی دستگیر شد و فیلم این حادثه در ژانویه ۲۰۲۴ منتشر شد.
در ۱۴ فوریه ۲۰۲۳ گزارش شد کارتر در دسامبر ۲۰۲۲ به اتهام حمله شدید و خفه کردن دوست‌دختر باردارش که در هفته ۱۴ بارداری بود، دستگیر شد. او یک روز پس از دستگیری با وثیقه آزاد شد و فیلم این حادثه در مارس ۲۰۲۵ در یوتیوب منتشر شد.

## دیسکوگرافی
آلبوم‌های استودیویی
- Die Lit (2018)
- Whole Lotta Red (2020)
- میوزیک (۲۰۲۵)